# Akcelerator liniowy

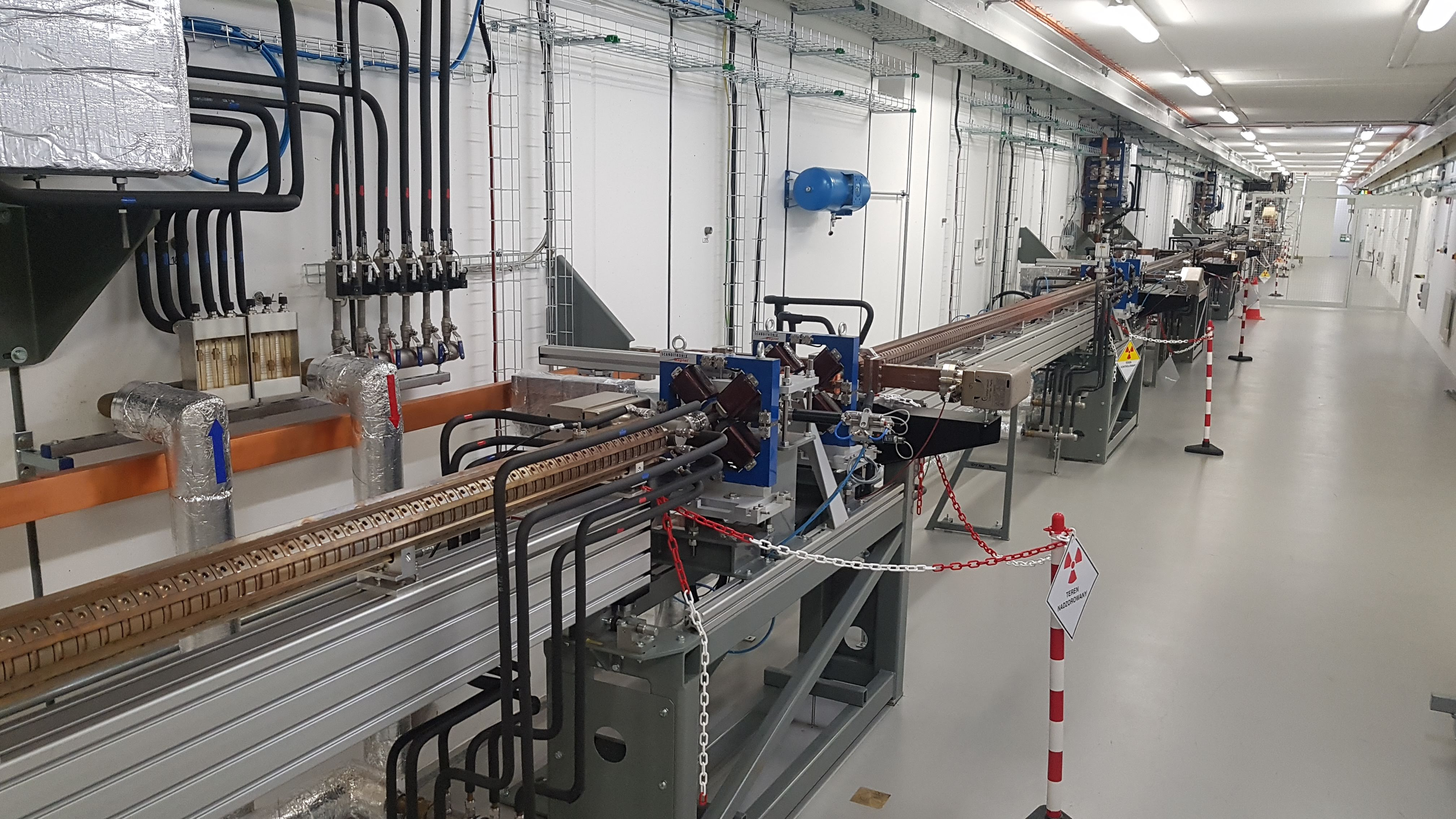
Akcelerator liniowy w synchrotronie SOLARIS

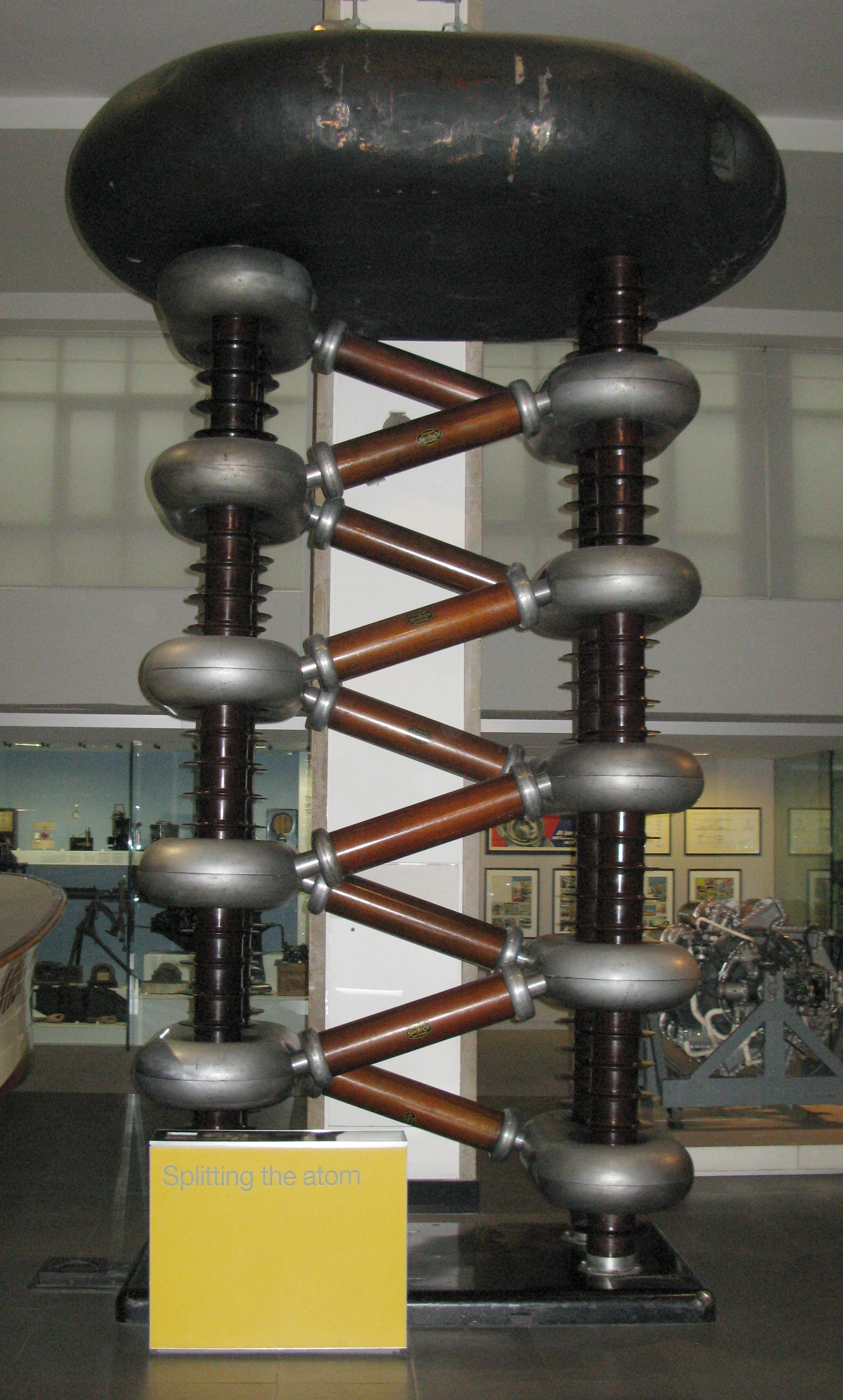
Powielacz napięcia z akceleratora Cockkrofta-Waltona (1937). Obecnie eksponowany w Muzeum Nauki w Londynie

Akcelerator liniowy (liniak) – rodzaj akceleratora, w którym przyspieszane polem elektrycznym cząstki poruszają się po torach w przybliżeniu prostoliniowych.
Ważniejsze typy akceleratorów liniowych:
- o stałym kierunku i wartości pola elektrycznego (elektrostatyczne):
  - akcelerator Van de Graaffa - powietrzny (1- 2 MV), ciśnieniowy (5 - 6 MV),
  - akcelerator Van de Graaffa typu tandem - (do 20 MV),
  - kaskadowy Cockkrofta-Waltona - wytwarza napięcie powielaczem napięcia (1,5 MV),
- napięciem przyspieszającym wysokiej częstości:
  - akcelerator liniowy z falą bieżącą - poruszana się w falowodzie synchronicznie z elektromagnetyczną falą bieżącą,
  - akcelerator liniowy z falą stojącą - cząstka jest przyspieszana przez zmienne, indukowane synchronicznie z jej przelotem pole elektryczne między szczelinami w układzie cylindrycznych elektrod lub poruszana się w falowodzie synchronicznie z elektromagnetyczną falą stojącą.

Jednym z najbardziej znanych jest akcelerator liniowy Uniwersytetu Stanforda - SLAC.

## Zastosowania
Akcelerator liniowy jest stosowany do przyspieszania ciężkich jonów. Rozpędzanie masywnych cząstek w cyklotronie wymagałoby użycia bardzo silnych elektromagnesów do zakrzywienia ich toru. Z drugiej strony akceleratory liniowe stosuje się również do przyspieszania lekkich cząstek (np. elektronów) do prędkości relatywistycznych. W cyklotronie cząstki te tracą znaczną ilość energii na promieniowanie synchrotronowe.
Liniaki używane są m.in. w diagnostyce medycznej, leczeniu, i sterylizacji, w chemii - do przeprowadzania reakcji radiacyjnych, oraz w badaniach fizyki wysokich energii i w fizyce jądrowej.